# ピアノソナタ第16番 (シューベルト)
ピアノソナタ第16番 イ短調 作品42, D 845 は、フランツ・シューベルトが1825年5月に作曲したピアノソナタ。ルドルフ・ヨハネス・フォン・エスターライヒに献呈された。

## 概要
シューベルトの中間期の作であり、作曲家としてはわずか12年程度の創作人生しかない中での数少ない完成されたピアノソナタの一つである。作曲の翌年（1826年）にピアノソナタとしては初めて出版された。

## 曲の構成
全4楽章、演奏時間は約37分。これまでのソナタにおける3楽章制とは一転して4楽章構成であり、シューベルトはこのソナタ以降一貫して4楽章制を取り続けることになる。
- 第1楽章 モデラート
イ短調、2分の2拍子（アラ・ブレーヴェ）、ソナタ形式[1]。

両手の斉唱で開始し、このユニゾンは楽章全体を覆っている。左手のE音のシンコペーションが時に不気味な演出をする。展開部で16分音符による急速な部分が出現するが手短に済ませている。全体的に緩やかなユニゾンが多い。また、主題を半音下げて再現するのは最後のピアノソナタである『第21番 変ロ長調』（D 960）の最終楽章と同様の手法である。

- 第2楽章 アンダンテ・コン・モート[1]（アンダンテ・ポコ・モート[2]）
ハ長調、8分の3拍子、変奏曲形式[1]。

途中で遠隔調である変イ長調の音階進行による変奏を入れている。

- 第3楽章 スケルツォ：アレグロ・ヴィヴァーチェ - トリオ：ウン・ポコ・ピウ・レント
イ短調 - ヘ長調、4分の3拍子[1]。

転調の末にイ長調になるが、調性が極めて不安定である。

- 第4楽章 アレグロ・ヴィヴァーチェ
イ短調、4分の2拍子、ロンド形式[1]。

これまでの楽章同様、調性は転調が多く不安定。最後に第1楽章の動機が現れ加速して終わる。長調と短調が混在している。

## 本楽曲が使われた作品
- のだめカンタービレ - 漫画版のマラドーナ・ピアノ・コンクール（Lesson 43-44）においてのだめが演奏し、その後Lesson51、66、86においても演奏している。テレビドラマ版では、第9話と第11話で使用された。